# Turmschanzenstraße 2

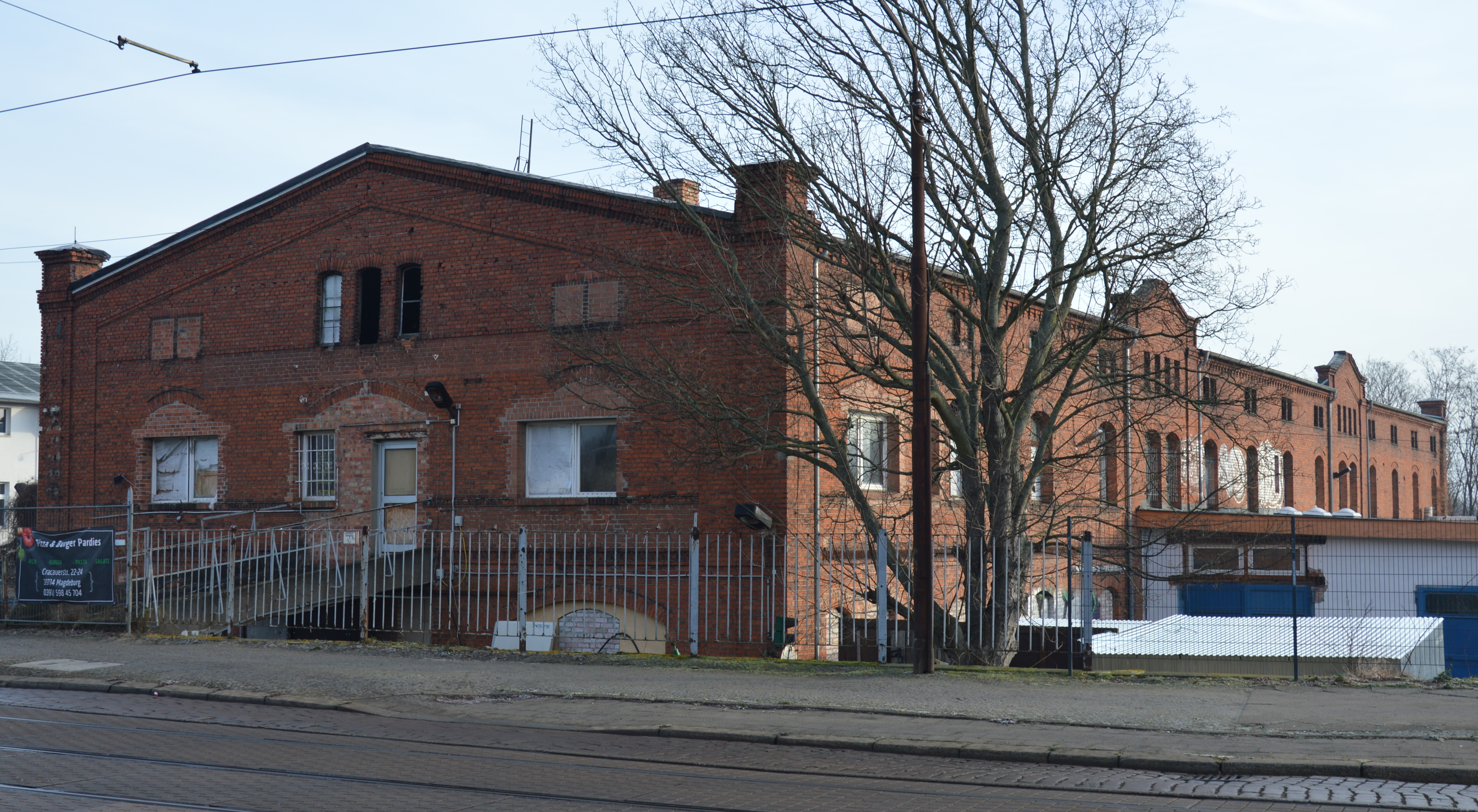
Turmschanzenstraße 2, Blick von Südwesten, 2018

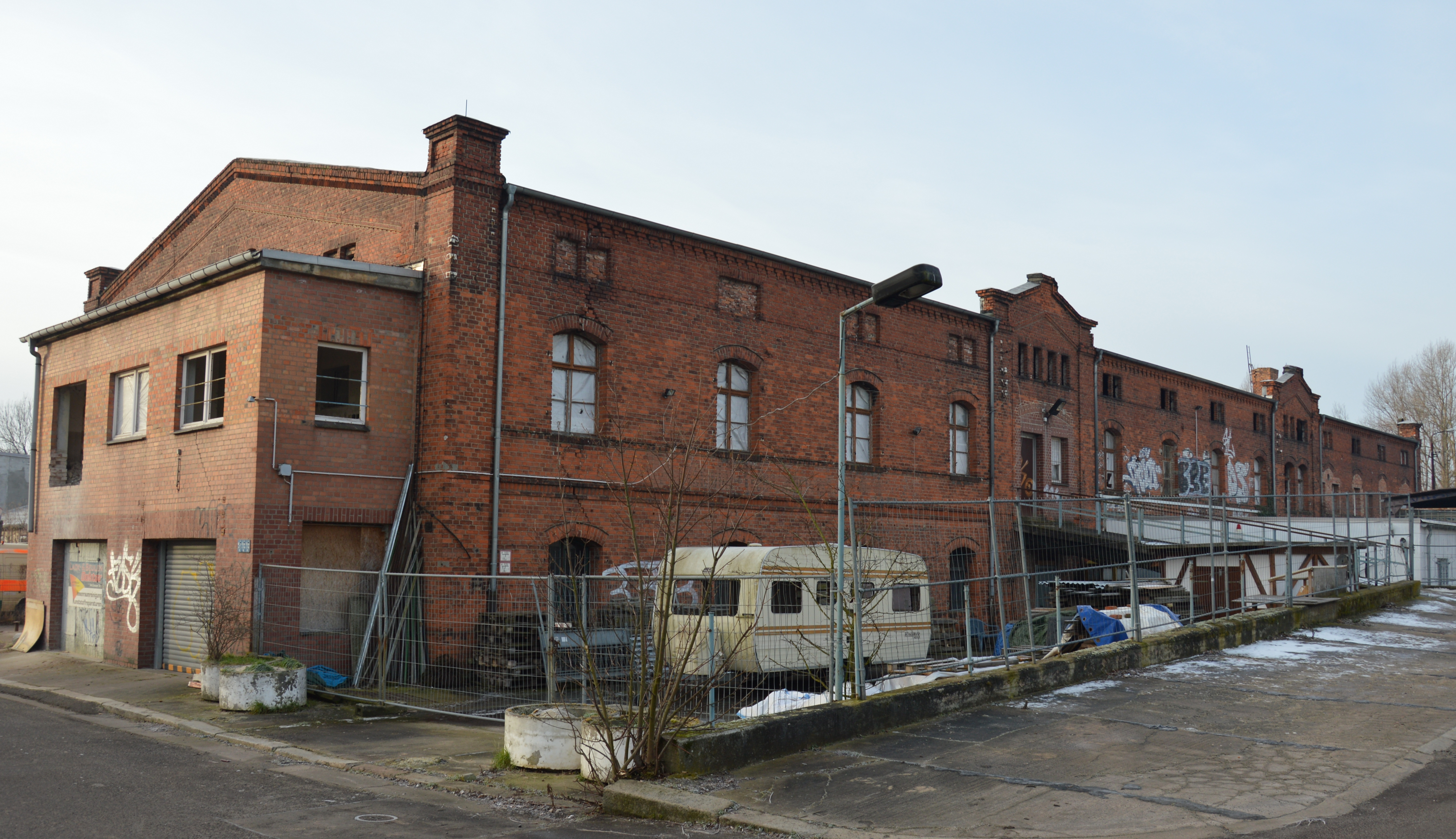
Ostseite

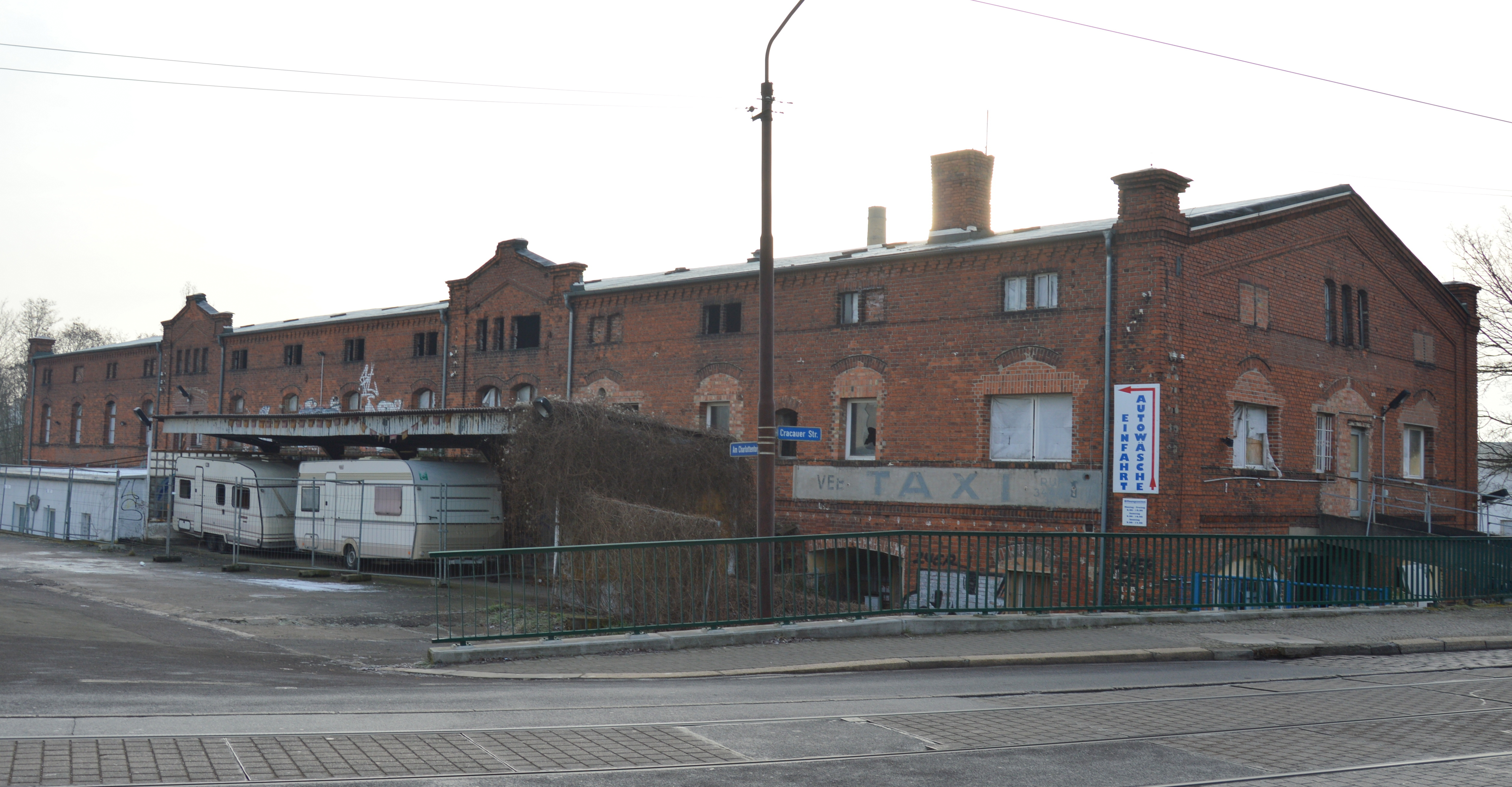
Nordseite

Das Gebäude Turmschanzenstraße 2 ist ein denkmalgeschütztes Gebäude im Magdeburger Stadtteil Cracau in Sachsen-Anhalt. Im örtlichen Denkmalverzeichnis ist es unter der Erfassungsnummer 094 82870 seit dem 18. Oktober 1994 als Baudenkmal verzeichnet.

## Allgemeines
Bei dem langgestreckten straßenbildbeherrschenden Ziegelbau handelt es sich um das ehemalige Wagenhaus Nummer 15 des hier ehemals bestehenden Artillerie-Depots. Zu diesem Artillerie-Depot gehörte auch das Wagenhaus Nummer 13.
Das Gebäude gilt als baulicher Rest der ursprünglich den umgebenden Bereich der sogenannten Friedrichstadt dominierenden militärischen Nutzung im Zuge der Ostfront der Festung Magdeburg. Es entstand in der letzten Phase der militärischen Nutzung der Festung und wird als militär- und stadtgeschichtlich bedeutsam eingeschätzt. Im Zusammenhang mit diesem Bau sind auch die heute in der Nachbarschaft erhaltenen, jedoch umgenutzten Kasernenanlagen zu sehen.

## Architektur und Geschichte
Das Gebäude wurde zwischen 1880 und 1890 erbaut. Es handelt sich um ein zweigeschossiges Gebäude mit einem Satteldach und zinnenartigen Eckbekrönungen. Die Fenster- und Einfahrtsöffnungen sind mit Segmentbögen gestaltet. Die Ziegelrohbauweise war typisch für die damalige Kassernenarchitektur.